# Heiko Braak
Heiko Braak, född 1937, är en tysk anatom och patolog. Braak föddes i Kiel, Schleswig-Holstein, och studerade medicin i Hamburg, Berlin och Kiel. Han är professor emeritus vid Institutionen för klinisk neuroanatomi, Johann Wolfgang Goethe-universitetet, Frankfurt am Main.
Braaks forskning rörde inledningsvis det centrala nervsystemets anatomi hos broskfiskar. Han beskrev en tidigare okänd struktur i botten av mellanhjärnan hos havsmusen Chimaera monstrosa, som han kallade ‘organon vasculare praeopticum’. Vidare beskrevs neurohypofyskomplexet hos blåkäxan, Etmopterus spinax.
Braaks forskning har därefter inriktats mot människans nervsystem, dess strukturella uppbyggnad och patologi, i synnerhet med avseende på neurodegenerativa processer i hjärnbarken.  
Braak har lämnat väsentliga bidrag till förståelsen av Alzheimers sjukdom och Parkinsons sjukdom. Han införde en indelning av Alzheimers sjukdom i sex patoanatomiska skeden, sedermera kallade "Braakskeden", som klargör hur de s.k. neurofibrillära förändringarna sprids från avgränsade delar av det limbiska systemet till högre associationsfält i hjärnbarken. En motsvarande skedesindelning har utarbetats för de patoanatomiska förändringarna vid idiopatisk Parkinsons sjukdom.
Braak beskrev de patologiska förändringarna i hjärnan vid korndemens (eng. argyrophilic grain disease; ty. Silberkornkrankheit), en tidigare okänd form av senil demens.
Nyligen lanserade Braak och hans medarbetare en "dubbelträffshypotes" om orsaken till Parkinsons sjukdom, enligt vilken ett okänt virus antas tränga in i nervsystemet genom såväl näs- och tarmslemhinnan och därigenom efterhand når det centrala nervsystemet, med en neurodegenerativ process som följd.
Braak är son till filologen Ivo Braak (1906–1991), en framstående kännare av plattyska, och bror till teaterregissören Kai Braak.